# 프세우도디스토마과
프세우도디스토마과(Pseudodistomidae)는 무관해초목에 속하는 피낭동물과의 하나이다.

## 하위 속
- Anadistoma Kott, 1992
- Citorclinum Monniot & Millar, 1988 - 회색곤봉멍게과로 분류하기도 한다.[3]
- 프세우도디스토마속 (Pseudodistoma) Michaelsen, 1924